# Noord-Stroe
Noord-Stroe is een buurtschap in de gemeente Hollands Kroon in de provincie Noord-Holland. Noord-Stroe wordt ook wel geschreven als Noordstroe.
Noord-Stroe ligt net ten noorden van Stroe op het voormalige eiland Wieringen. Noord-Stroe valt formeel onder Stroe en loopt sinds nieuwbouw van eind 20e eeuw en begin 21e eeuw over in Stroe. Noord-Stroe ligt aan de Marsdijk, vroeger lag de buurtschap gewoon aan de Waddenzee maar uiteindelijk werd er een dijk aangelegd. Noord-Stroe is waarschijnlijk ontstaan toen het aantal inwoners en huizen van het dorp Stroe langzaam achteruitging en kern van Noord-Stroe wat los kwam te liggen van het dorp. Op de grens met Stroe ligt een grote camping.
Tot 31 december 2011 behoorde Noord-Stroe tot de gemeente Wieringen die per 1 januari 2012 in een gemeentelijke herindeling is opgegaan in de gemeente Hollands Kroon.
Dorpen en gehuchten: Anna Paulowna · Barsingerhorn · Breezand · Den Oever · Haringhuizen · Hippolytushoef · De Haukes · Kleine Sluis · Kolhorn · Kreil · Kreileroord · Lutjewinkel · Middenmeer · Moerbeek · Nieuwe Niedorp · Nieuwesluis · Oosterklief · Oosterland · Oude Niedorp · Slootdorp · Smerp · Stroe · De Strook · Terdiek · Tolke (deels) · Van Ewijcksluis · Vatrop · 't Veld · Verlaat (deels) · Westerklief · Westerland · Wieringerwaard · Wieringerwerf · Winkel · Zijdewind

Buurtschappen: Blokhuizen · Dam · De Belt · De Bomen · De Elft · Emaus · Gelderse Buurt · De Gest · Groetpolder · Hanedoes · De Heid · De Hoelm · Hogebieren · Hollebalg · De Kampen · Langereis (deels) · De Leijen · Lutjekolhorn · Mientbrug · Noord-Stroe · Noordburen · Noorderbuurt · De Normer · Poolland · Spoorbuurt · Tin · Vennik (deels) · Wateringskant · De Weel (deels) · De Weere · Westeinde  · Zandburen

Noord-Holland: Steden en dorpen    Nederland: Provincies · Gemeenten